# Самбожець (гміна)
Гміна Самбожець (пол. Gmina Samborzec) — сільська гміна у східній Польщі. Належить до Сандомирського повіту Свентокшиського воєводства.
Станом на 31 грудня 2011 у гміні проживало 8762 особи.

## Територія
Згідно з даними за 2007 рік площа гміни становила 85.37 км², у тому числі:
- орні землі: 88.00%
- ліси: 3.00%

Таким чином, площа гміни становить 12.63% площі повіту.

## Населення
Станом на 31 грудня 2011:
| Опис     | Загалом | Загалом | Чоловіки | Чоловіки | Жінки | Жінки |
| -------- | ------- | ------- | -------- | -------- | ----- | ----- |
| одиниця  | осіб    | %       | осіб     | %        | осіб  | %     |
| все      | 8762    | 100     | 4370     | 49.87    | 4392  | 50.13 |
| міське   | 0       | 100     | 0        |          | 0     |       |
| сільське | 8762    | 100     | 4370     | 49.87    | 4392  | 50.13 |

## Сусідні гміни
Гміна Самбожець межує з такими гмінами: Клімонтув, Копшивниця, Образув, Сандомир.